# Plano de establecimiento

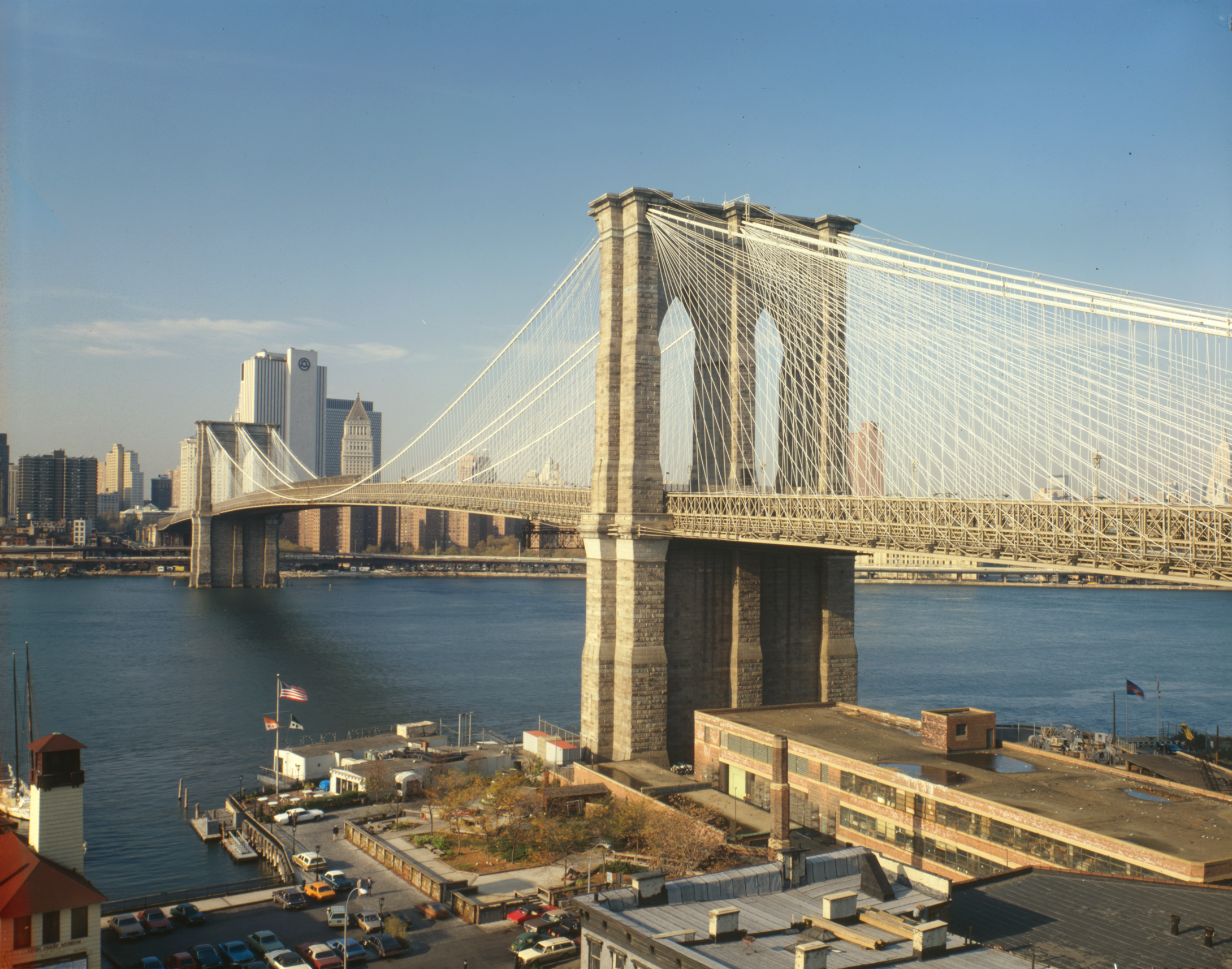
Puente de Brooklyn, que cruza el East River entre Brooklyn y Manhattan, ciudad de Nueva York, condado de Nueva York, NY. Vista hacia el norte con el antiguo muelle de transbordadores de Brooklyn en primer plano.

Un plano de establecimiento en la realización cinematográfica y producción televisiva sitúa o establece el contexto de una escena al mostrar las relaciones entre los personajes más importantes y los objetos. Generalmente es un plano general o muy general al comienzo de la escena indicando donde, y algunas veces cuando, el resto de la escena tiene lugar.
Los planos de establecimiento fueron más comunes durante el cine clásico de Hollywood de lo que son ahora. Hoy en día los realizadores tienden a saltarse el plano de establecimiento para poder desarrollar la escena de una manera más ágil. Además, la naturaleza expositiva de la toma (como se describió anteriormente) puede ser inapropiada para escenas de misterio, donde los detalles son intencionalmente oscurecidos o dejados por fuera.

## Uso de los planos de establecimiento
Indicar la ubicación: Las tomas de establecimiento pueden usar puntos de referencia famosos para indicar la ciudad donde la acción está teniendo lugar o adónde se ha desplazado, por ejemplo el Coliseo para identificar a Roma, el edificio del Empire State o la Estatua de la Libertad para identificar a Nueva York, el London Eye o el Big Ben para reconocer a Londres, la Casa de la Ópera de Sídney para identificar Sídney, la torre Eiffel para identificar a París, o Las Vegas Strip para identificar a Las Vegas.
Tiempo: A veces el espectador es guiado en su comprensión de la acción. Por ejemplo, una toma exterior de un edificio de noche seguido de una toma interior de gente hablando implica que la conversación se lleva a cabo por la noche dentro de ese edificio. La conversación puede de hecho haber sido filmada en un estudio montado lejos de la aparente ubicación por razones de presupuesto, accesibilidad o limitaciones de tiempo.
Relación: Un plano general podría ser un plano largo de una habitación que muestra todos los personajes de una escena en particular. Por ejemplo, una escena de un asesinato en un aula universitaria podría comenzar con una toma que muestra toda la sala, incluyendo el profesor de la clase y los estudiantes tomando notas. Un primer plano también se puede utilizar en el inicio de una escena para establecer el escenario (como, para la escena de la sala de conferencias, una toma de un lápiz escribiendo en papel).
Establecer un concepto: Un plano de establecimiento puede también establecer un concepto, antes que un lugar. Por ejemplo, abrir con un entrenamiento de artes marciales establece visualmente el tema de las artes marciales. Un plano de la lluvia cayendo puede ser un plano de establecimiento, seguido de miradas cada vez más detalladas de la lluvia, para culminar con gotas de lluvia individuales. Un cineasta se confabula con su audiencia para proveer un lenguaje o taquigrafía aprendida a través de un entorno visual común en la cultura.
- Datos: Q1361924